# Hans Meerwein
Hans Meerwein, född den 20 maj 1879 i Hamburg, Tyskland, död den 24 oktober 1965 i Marburg, Tyskland, var en tysk professor och kemist.

## Biografi
Efter sin utbildning som kemitekniker åren 1898 till 1900 på Fresenius kemiskola började han studera kemi vid universitetet i Bonn. Efter att ha avslutat sin doktorsavhandling med Richard Anschütz gjorde han en del forskning vid universitetet i Berlin innan han kom tillbaka till Bonn där han blev professor 1914. 
Från 1922 till 1928 var han professor i organisk kemi vid universitetet i Königsberg. Den sista förflyttningen i hans akademiska karriär var till universitetet i Marburg. Kriget ödelade institutet där och Meerwein fick uppgiften att planera ombyggnaden, som blev klar 1953, samma år som han slutade föreläsa. Han genomförde också experimentellt arbete med hjälp av två andra forskare fram till sin död 1965.

## Vetenskapligt arbete
Meerweins viktigaste insats för organisk kemi var att föreslå carbocation som ett reaktivt mellansteg, ursprungligen som en rationalisering av racemisering av isobornylklorid katalyserad av en Lewis-syra, såsom SnCl4. Hans föreslagna mekanism för racemisering innefattade en efterföljande 2,6-hydridöverföring i katjonen; alternativet [1,2]-metylmigration, numera känd som en Wagner-Meerwein-skiftet, föreslogs i själva verket för första gången av Houben och Pfankuch.
Meerweins namn förekommer i namnen på flera reaktioner och reagenser, exempelvis Meerwein-Ponndorf-Verley-reduktion, i Wagner-Meerwein-ombildning, och Meerweinsalt. 